# Castore
J. Carter Sporting Club Limited, operando como Castore ([ˈkæstɔːr], KAS-tor), é um fabricante britânico de vestuário desportivo e vestuário atlético, com sede em Manchester, Inglaterra. Os produtos da empresa são vendidos em todo o mundo e têm acordos de patrocínio com equipes de futebol, equipes de críquete, equipes da rugby union, equipes de Fórmula 1 e jogadores de tênis.

## História
A empresa foi fundada em 2015 pelos irmãos Thomas e Philip Beahon, quando tinham 25 e 22 anos, respetivamente. Tom foi jogador profissional de futebol juvenil no Tranmere Rovers entre os 17 e os 21 anos, antes de passar algum tempo na Jerez Industrial, em Espanha, e frequentar a Glenn Hoddle Academy. Phil jogou críquete semi-profissional nos clubes de críquete de Cheshire e Lancashire.
A dupla deixou as suas carreiras de jogador em 2013 e mudou-se para Londres para trabalhar em finanças, num esforço para angariar dinheiro para o seu empreendimento de vestuário desportivo; Tom trabalhou no Lloyds Bank e Phil para a Deloitte. Durante o tempo que passaram em Londres, começaram a sua pesquisa de mercado entrevistando patronos de ginásios de alta qualidade e inscrevendo uma série de investidores prolíficos das indústrias da moda e do desporto. A Castore foi lançada online em 2016. Em 2019, a Forbes incluiu a dupla na sua lista "30 Under 30".
Em 5 de julho de 2023, foi anunciado que a Castore iria abrir a sua primeira loja na Irlanda, na Grafton Street, em Dublin. Em março de 2024, a Castore conseguiu um acordo exclusivo com a GL Dameck para se tornar a única licenciada da Umbro Professional Team Sports, permitindo-lhe distribuir a marca Umbro em vários mercados europeus importantes.

## Patrocínios

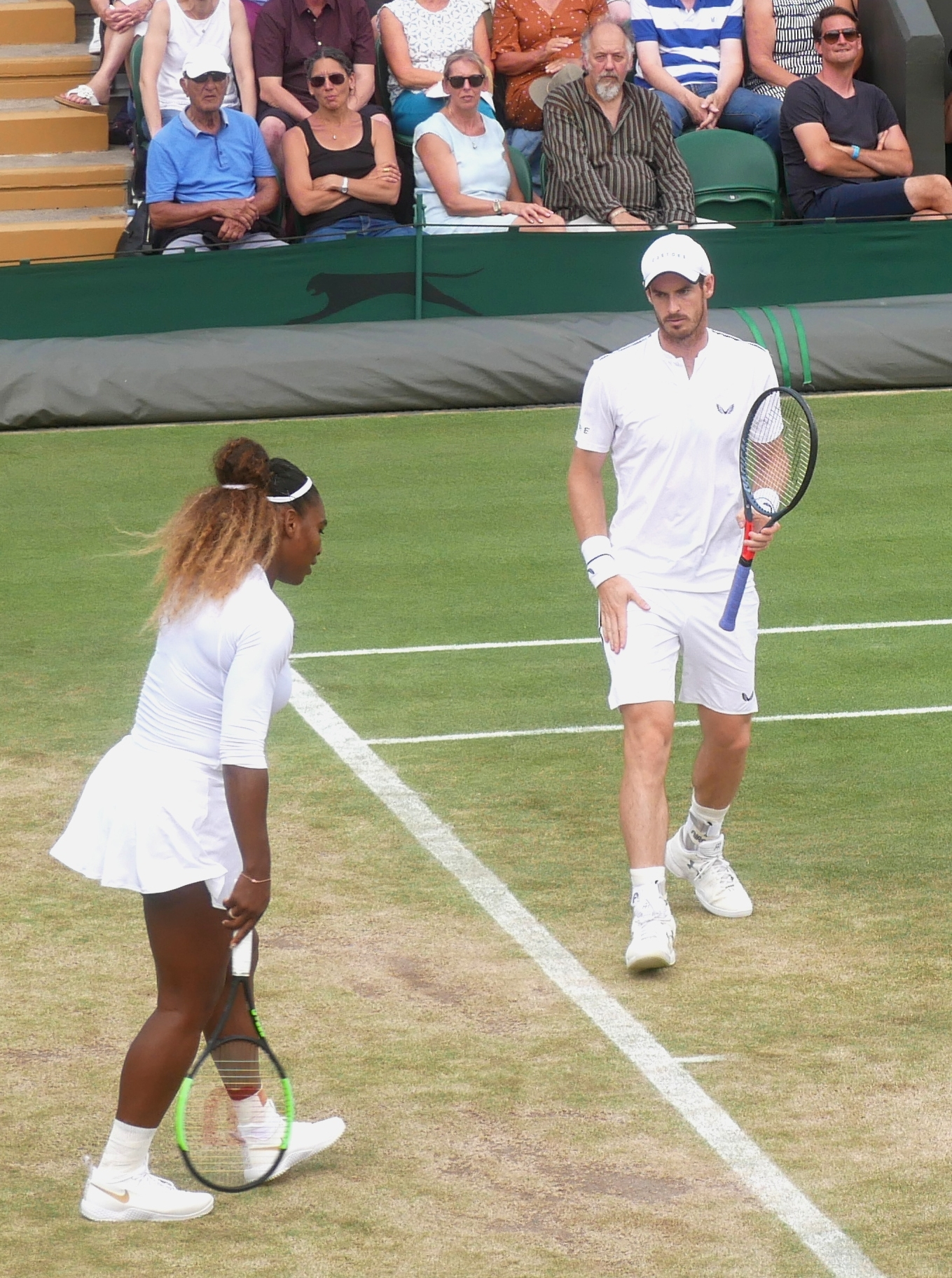
Andy Murray com artigos da marca Castore no Torneio de Wimbledon de 2019

### 2019
Em janeiro de 2019, Castore se tornou o parceiro oficial do kit do campeão britânico de tênis Andy Murray, que também se tornou acionista da empresa em março daquele ano. A empresa marca os produtos de Murray como AMC e se tornou o parceiro oficial de vestuário da Lawn Tennis Association. Marlie Packer, que joga pela equipe feminina da união de rúgbi da Inglaterra, é embaixadora da marca Castore. Em dezembro de 2019, Cricket West Indies assinou um contrato de três anos com a Castore para produzir seu kit oficial.

### 2020
No início de 2020, a Castore garantiu £7,5 milhões em fundos de investidores privados não revelados para ajudar a empresa a entrar no futebol profissional de elite. Em maio de 2020, Castore se tornou o fornecedor oficial de kits do clube Scottish Premiership, Rangers, em um acordo de cinco anos que se acredita valer £25 milhões.

### 2021
Em maio de 2021, a McLaren e a Castore anunciaram um acordo plurianual para se tornarem o parceiro oficial de vestuário e roupa desportiva da equipa de Fórmula 1 da McLaren. No mesmo mês, a Castore assinou um acordo plurianual com o Wolverhampton Wanderers, clube da Premier League, para se tornar o seu novo parceiro em campo. Esta parceria afastava-se dos acordos anteriores celebrados pela empresa, com a Castore a fornecer kits à equipe de jogadores, enquanto o Wolves fabricava e distribuía as réplicas dos kits sob licença.
Em junho de 2021, foi anunciado que o Saracens, equipe de rugby union, tinha acordado um acordo de fornecimento de cinco anos com a Castore antes do seu regresso à Premiership Rugby na temporada 2021–22. O acordo também incluía parcerias adicionais com a equipe feminina dos Saracens e a equipe de netball Saracens Mavericks. Em julho de 2021, a Castore assinou um acordo plurianual com o Newcastle United, clube da Premier League para se tornar o seu novo fabricante de equipamentos.
Em setembro de 2021, foi anunciado que o England and Wales Cricket Board tinha assinado um contrato de dez anos com a Castore no valor de £25 milhões para se tornar o fornecedor oficial de kits, a partir de abril de 2022. No mesmo mês, a Cricket South Africa assinou um contrato de três anos com a Castore para produzir o seu kit oficial, embora tenha sido anunciado um novo parceiro técnico a mais de 12 meses do contrato original. Em dezembro, o Kent County Cricket Club anunciou que iria fazer parceria com a Castore como parceiro técnico a partir da temporada de 2022.

### 2022
Antes da temporada 2022–23, a Castore continuou a sua expansão no futebol profissional, anunciando novas parcerias com o Aston Villa, da Premier League, o Charlton Athletic, o Milton Keynes Dons e o Salford City, da English Football League, bem como o Sevilla, da La Liga, o Bayer Leverkusen, da Bundesliga e o Genoa, da Série B.

### 2023
Antes da temporada de Fórmula 1 de 2023, a Red Bull Racing anunciou que iria substituira a Puma pela Castore para a temporada.
A partir da temporada futebolística de 2023–24 na Holanda, o Feyenoord anunciou que deixaria a Adidas após 9 anos por Castore e, em abril de 2023, o FC Utrecht e o FC Twente também anunciaram que começariam com Castore na temporada 2023–2024.
E também a partir da temporada 2023 do MotoGP, a Repsol Honda Team anunciou que deixará a Alpinestars e passará a usar Castore como novo vestuário oficial da equipe.
Além disso, em março de 2023, a Worcestershire CCC anunciou uma parceria para várias temporadas com a Castore.
Em junho de 2023, o GNK Dinamo Zagreb também anunciou que começaria a utilizar Castore na época de 2024–2025. O Glentoran F.C. também anunciou uma parceria com Castore para a temporada 2023–2024.
Em dezembro de 2023, foi anunciado que a New Zealand Cricket havia assinado um contrato de seis anos com a Castore como fornecedor de Blackcaps e White Ferns. Os jogadores começarão a trabalhar com a Castore a partir de outubro de 2024.

### 2024
Em junho de 2024, foi anunciado que a Castore tinha assinado um contrato plurianual com o Everton F.C., com início na temporada 2024–25, como fabricante de equipamentos e patrocinador do novo Everton Stadium.

## Fornecimento e patrocínio

### Futebol

#### Seleções
- Irlanda

#### Clubes
Alemanha
- Kaiserslautern

Bélgica
- Club Brugge

Croácia
- Dinamo Zagreb

Espanha
- Almería
- Athletic Bilbao

Inglaterra
- Burnley
- Everton
- Huddersfield Town
- Mansfield Town
- Middlesbrough
- Preston North End

Países Baixos
- Feyenoord
- Twente
- Utrecht

República Tcheca
- Slavia Praha

Suíça
- Zürich

### Rugby union

#### Seleções
- Hong Kong
- Inglaterra

#### Clubes
- Bath
- Harlequins
- Saracens
- Caldy[38]
- Scarlets
- Leinster
- Ulster

### Rugby league
- Hull F.C.
- Sydney Roosters

### Críquete

#### Seleções
- Inglaterra
- Nova Zelândia

#### Times de condados
- Kent
- Lancashire
- Middlesex
- Surrey
- Worcestershire
- Yorkshire

### Ciclismo
- Team Bahrain Victorious[39]
- INEOS Grenadiers[40]

### Golf
- Andy Sullivan

### Automobilismo

#### Corrida de carros

##### Formula 1
- McLaren
- Red Bull Racing
- Alpine F1 Team

##### IndyCar Series
- /  Arrow McLaren

##### NASCAR Cup Series
- Hendrick Motorsports
- Joe Gibbs Racing
- Spire Motorsports

#### Formula E
- McLaren Electric Racing
- Maserati MSG Racing

#### Corrida de motocicletas

##### MotoGP
- Honda HRC

### Swimming
- Adam Peaty

### Taekwondo
- GB Taekwondo[41]

### Tênis

#### Eventos
- Lawn Tennis Association

#### Jogadores
- Andy Murray
- Lloyd Glasspool